# Darß
Darß is een voormalig eiland voor de kust van de Duitse deelstaat Mecklenburg-Voor-Pommeren. Het ligt ten noordoosten van Fischland en ten westen van Zingst en vormt zo het middelste deel van het schiereiland Fischland-Darß-Zingst. Darß (in het Duits: der Darß, met een lidwoord) is via Fischland verbonden met het vasteland en is sinds de Prerowstrom in 1874 werd afgesloten, ook verbonden met Zingst. Al langer geleden werden Darß en Fischland één geheel, dankzij de verlanding van het zeegat de Loop. De wateren die Darß van het vasteland scheiden zijn van noord naar zuid de Prerowstrom, de Bodstedter Bodden, de Koppelstrom en de Saaler Bodden. Deze maken alle deel uit van de Bodden langs de kust van Voor-Pommeren. Westelijk en noordelijk van Darß ligt de Oostzee.
Bestuurlijk omvat Darß drie gemeenten: Prerow (1684 inw.), Wieck auf dem Darß (723 inw.) en Born auf dem Darß (1152 inw.), die samen met enkele gemeenten op Fischland het Amt Darß/Fischland vormen. De drie gemeenten op Darß tellen samen 3559 inwoners (cijfers per 30 juni 2005). Darß/Fischland maakt deel uit van het district Vorpommern-Rügen. De gemeente Ahrenshoop ligt gedeeltelijk op Darß en gedeeltelijk op Fischland. Historisch behoort Darß tot Pommeren en Fischland tot Mecklenburg. 
Het noorden en het westen van Darß liggen in het Nationaal Park Vorpommersche Boddenlandschaft. Bij Darßer Ort, het afgelegen noordelijkste punt van Darß, bevindt zich een vuurtoren. De Oostzee vormt op dit punt een kleine schoorwal.
Darß leeft grotendeels van het toerisme en genoot ten tijde van de DDR op dit gebied een grote reputatie. Het zandstrand ten westen van Prerow is 5 km lang en tot 80 m breed. Hier bevindt zich ook het grootste naturistenstrand van Duitsland.